# Sanremo-Festival 2008
Die 58. Ausgabe des Festival della Canzone Italiana di Sanremo fand 2008 vom 25. Februar bis zum 1. März im Teatro Ariston in Sanremo statt und wurde von Pippo Baudo und Piero Chiambretti mit Bianca Guaccero und Andrea Osvárt moderiert.

## Ablauf

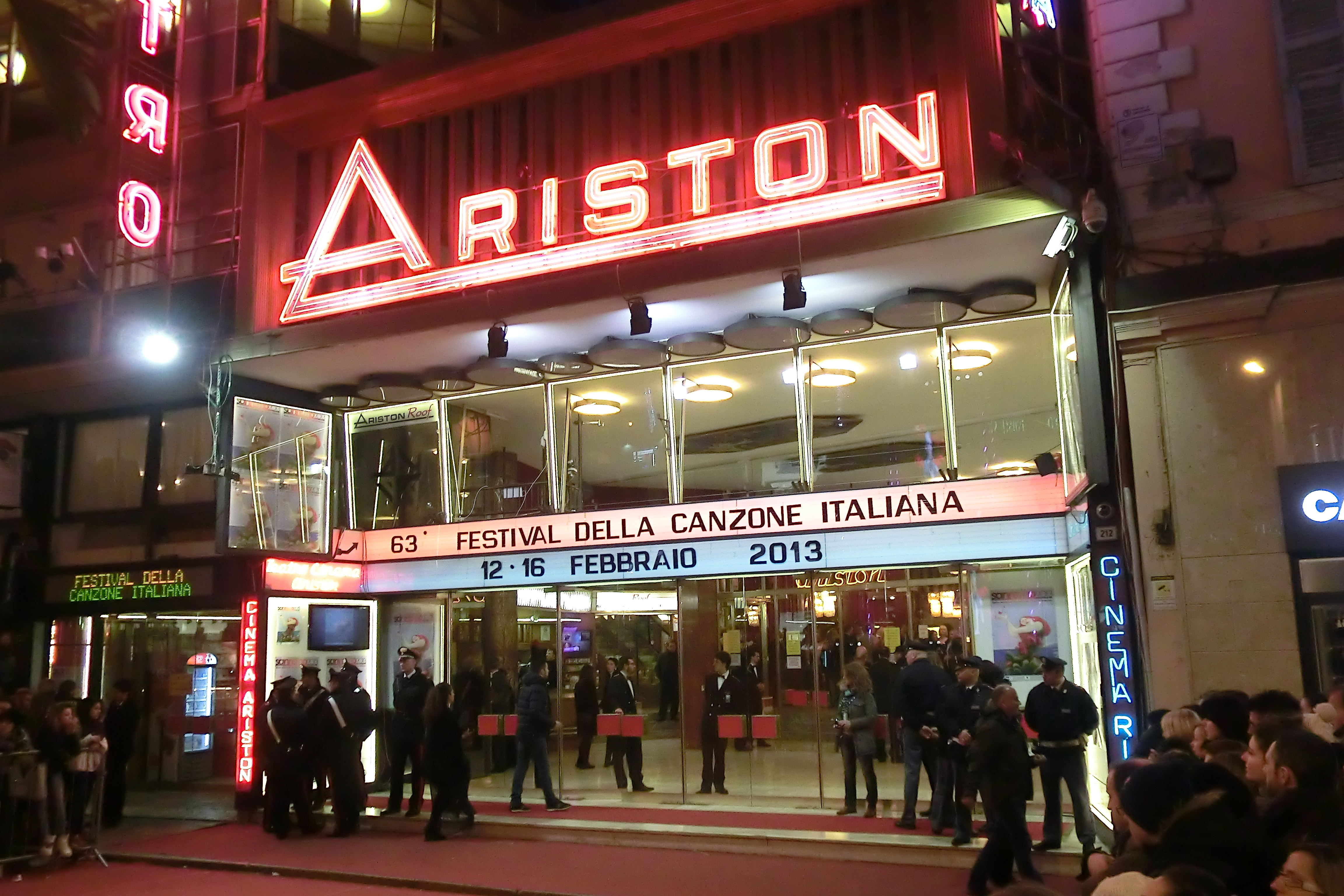
Das Ariston-Theater, Veranstaltungsort des Sanremo-Festivals

Nach dem Erfolg des Vorjahres übernahm Pippo Baudo 2008 zum 13. Mal die Moderation und (zum siebten Mal) die künstlerische Leitung des Festivals. Er ließ alles beim Alten: 20 Beiträge in der Hauptkategorie, die alle das Finale erreichten, und 14 Beiträge in der Newcomer-Kategorie, von denen acht das kleine Finale erreichten. Auch Dopofestival, Duettabend und Expertenjury blieben bestehen. Neben Baudo moderierte Piero Chiambretti, zusammen mit Bianca Guaccero und Andrea Osvárt.
Als Favoritin ging Anna Tatangelo mit dem Lied Il mio amico ins Rennen. Besonderes Interesse weckte das Duo aus Giò Di Tonno und Lola Ponce, die bislang gemeinsam als Musicaldarsteller in Erscheinung getreten waren und das von Gianna Nannini geschriebene Lied Colpo di fulmine präsentierten. Loredana Bertè nahm mit Musica e parole teil, wurde allerdings im Lauf der Veranstaltung disqualifiziert, da das Lied sich als nicht neu im Sinne der Wettbewerbsregeln herausstellte. Unter den Gästen waren Carlo Verdone, Lenny Kravitz, Duran Duran, Riccardo Cocciante, Sandra Mondaini, Raimondo Vianello, Elio e le Storie Tese, Claudia Gerini, Giorgia, Jovanotti, Ben Harper, Fiorella Mannoia, Gianni Morandi, Pooh und Leona Lewis.
Im kleinen Finale am Freitag gewann das Duo Sonohra mit L’amore, der Kritikerpreis ging an Frank Head mit Para parà ra rara. Im Finale am Samstag konnten sich Giò Di Tonno und Lola Ponce gegen Anna Tatangelo durchsetzen, auf Platz drei landete der Newcomer-Sieger 2007 Fabrizio Moro mit Eppure mi hai cambiato la vita. Den Kritikerpreis in der Hauptkategorie konnte sich Tricarico mit Vita tranquilla sichern. Die Einschaltquoten des Festivals fielen im Vergleich zum Vorjahr allerdings enttäuschend aus.

## Teilnehmende Beiträge

### Campioni
- Sieger

| Platzierung     | Interpret                   | Lied                           | Autoren                                                               | Stimmen |
| --------------- | --------------------------- | ------------------------------ | --------------------------------------------------------------------- | ------- |
| 1               | Giò Di Tonno und Lola Ponce | Colpo di fulmine               | Gianna Nannini                                                        | 5,17 %  |
| 2               | Anna Tatangelo              | Il mio amico                   | Gigi D’Alessio                                                        | 4,88 %  |
| 3               | Fabrizio Moro               | Eppure mi hai cambiato la vita | Fabrizio Moro                                                         | 4,36 %  |
| 4               | Toto Cutugno                | Un falco chiuso in gabbia      | Salvatore Cutugno, Davide De Marinis                                  | 4,25 %  |
| 5               | Finley                      | Ricordi                        | C. Ruggiero, Daniele Persoglio, M. Pedretti, S. Mantegazza, D. Calvio | 3,57 %  |
| 6               | Paolo Meneguzzi             | Grande                         | Gatto Panceri, Paolo Meneguzzi, Dino Melotti                          | 3,33 %  |
| 7               | Sergio Cammariere           | L’amore non si spiega          | Roberto Kunstler, Sergio Cammariere                                   | 3,10 %  |
| 8               | Gianluca Grignani           | Cammina nel sole               | Gianluca Grignani                                                     | 2,77 %  |
| 9               | Little Tony                 | Non finisce qui                | Danilo Amerio                                                         | 2,64 %  |
| 10              | Eugenio Bennato             | Grande sud                     | Eugenio Bennato                                                       | 2,57 %  |
| (11)            | Mietta                      | Baciami adesso                 | Pasquale Panella, Daniele Ronda                                       |         |
| (12)            | Max Gazzè                   | Il solito sesso                | Francesco Gazzè, Max Gazzè                                            |         |
| (13)            | L’Aura                      | Basta!                         | L’Aura                                                                |         |
| (14)            | Frankie Hi-NRG MC           | Rivoluzione                    | Frankie Hi-NRG MC, Francesco Bruni, Carolina Galbignani               |         |
| (15)            | Michele Zarrillo            | L’ultimo film insieme          | Giampiero Artegiani, Michele Zarrillo                                 |         |
| (16)            | Tricarico                   | Vita tranquilla                | Tricarico                                                             |         |
| (17)            | Tiromancino                 | Il rubacuori                   | Federico Zampaglione                                                  |         |
| (18)            | Amedeo Minghi               | Cammina cammina                | Pino Marcucci, Amedeo Minghi                                          |         |
| (19)            | Mario Venuti                | A ferro e fuoco                | Mario Venuti, Kaballà                                                 |         |
| Disqualifiziert | Loredana Bertè              | Musica e parole                | Loredana Bertè, Alberto Radius, Oscar Avogadro                        |         |

### Giovani
- Sieger
- In der Vorrunde ausgeschieden

| Platzierung       | Interpret        | Lied                                                   | Autoren                                                                                     | Stimmen |
| ----------------- | ---------------- | ------------------------------------------------------ | ------------------------------------------------------------------------------------------- | ------- |
| 1                 | Sonohra          | L’amore                                                | Luca Fainello, Roberto Tini, Diego Fainello                                                 | 2,85 %  |
| 2                 | La Scelta        | Il nostro tempo                                        | Mattia Del Forno, Fabrizio Ferraguzzo, Francesco Caprara, Emiliano Mangia, Roberto Cardelli | 2,25 %  |
| 3                 | Jacopo Troiani   | Ho bisogno di sentirmi dire ti voglio bene             | Stefano Cenci                                                                               | 1,15 %  |
| Finalisten        | Frank Head       | Para parà ra rara                                      | Frank Head, Domenico Cardella                                                               |         |
| Finalisten        | Giua             | Tanto non vengo                                        | Giua, Gianluca Martinelli                                                                   |         |
| Finalisten        | Milagro          | Domani                                                 | Antonio Capolupo                                                                            |         |
| Finalisten        | Valerio Sanzotta | Novecento                                              | Valerio Sanzotta                                                                            |         |
| Finalisten        | Ariel            | Ribelle                                                | Alex Gaydou, Luca Chiaravalli                                                               |         |
|                   | Andrea Bonomo    | Anna                                                   | Andrea Bonomo, Luca Chiaravalli                                                             |         |
| Daniele Battaglia | Voce nel vento   | Daniele Battaglia, Simona Ruffino, Goffredo Orlandi    |                                                                                             |         |
| Francesco Rapetti | Come un’amante   | Mogol, Francesco Rapetti                               |                                                                                             |         |
| Melody Fall       | Ascoltami        | Fabrizio Panebarco                                     |                                                                                             |         |
| Rosario Morisco   | Signorsì         | Rosario Morisco, Antonio Spenillo, Principe e Socio M. |                                                                                             |         |
| Valeria Vaglio    | Ore ed ore       | Valeria Vaglio                                         |                                                                                             |         |

## Erfolge
19 Festivalbeiträge (davon zwei aus der Newcomer-Kategorie) stiegen im Anschluss in die italienischen Charts ein, der Siegertitel erreichte die Chartspitze.

| Jahr | Titel Interpret                              | Höchstplatzierung, Gesamtwochen, AuszeichnungChartsChartplatzierungen (Jahr, Titel, Interpret, Platzierungen, Wochen, Auszeichnungen, Anmerkungen) | Anmerkungen                                |
| Jahr | Titel Interpret                              | IT | Anmerkungen                                |
| ---- | -------------------------------------------- | --- | ------------------------------------------ |
| 2008 | Colpo di fulmine Giò Di Tonno & Lola Ponce   | IT1 (5 Wo.)IT | Platz 1                                    |
| 2008 | L’amore non si spiega Sergio Cammariere      | IT3 (10 Wo.)IT | Platz 7                                    |
| 2008 | Il solito sesso Max Gazzè                    | IT4 (18 Wo.)IT | Platz 12                                   |
| 2008 | Vita tranquilla Tricarico                    | IT4 (11 Wo.)IT | Platz 16                                   |
| 2008 | L’amore Sonohra                              | IT6 (15 Wo.)IT | Platz 1 (Newcomer)                         |
| 2008 | Eppure mi hai cambiato la vita Fabrizio Moro | IT8 (14 Wo.)IT | Platz 3                                    |
| 2008 | Cammina nel sole Gianluca Grignani           | IT11 (13 Wo.)IT | Platz 8                                    |
| 2008 | Il rubacuori Tiromancino                     | IT12 (5 Wo.)IT | Platz 17                                   |
| 2008 | Il mio amico Anna Tatangelo                  | IT14 (5 Wo.)IT | Platz 2                                    |
| 2008 | Basta! L’Aura                                | IT17 (7 Wo.)IT | Platz 13                                   |
| 2008 | Musica e parole Loredana Bertè               | IT20 (2 Wo.)IT | Disqualifiziert                            |
| 2008 | Baciami adesso Mietta                        | IT22 (2 Wo.)IT | Platz 11                                   |
| 2008 | Rivoluzione Frankie Hi-NRG MC                | IT23 (2 Wo.)IT | feat. Roy Paci und Enrico Ruggeri Platz 14 |
| 2008 | Ricordi Finley                               | IT24 (4 Wo.)IT | Platz 5                                    |
| 2008 | Para parà ra rara Frank Head                 | IT25 (2 Wo.)IT | Finalist (Newcomer)                        |
| 2008 | A ferro e fuoco Mario Venuti                 | IT26 (2 Wo.)IT | Platz 19                                   |
| 2008 | Grande Paolo Meneguzzi                       | IT32 (2 Wo.)IT | Platz 6                                    |
| 2008 | L’ultimo film insieme Michele Zarrillo       | IT39 (2 Wo.)IT | Platz 15                                   |
| 2008 | Grande sud Eugenio Bennato                   | IT49 (1 Wo.)IT | Platz 10                                   |

## Belege
1. ↑  Guido Racca & Chartitalia: Top 100 FIMI Singoli. Lulu, 2013.